# Tuor Planta

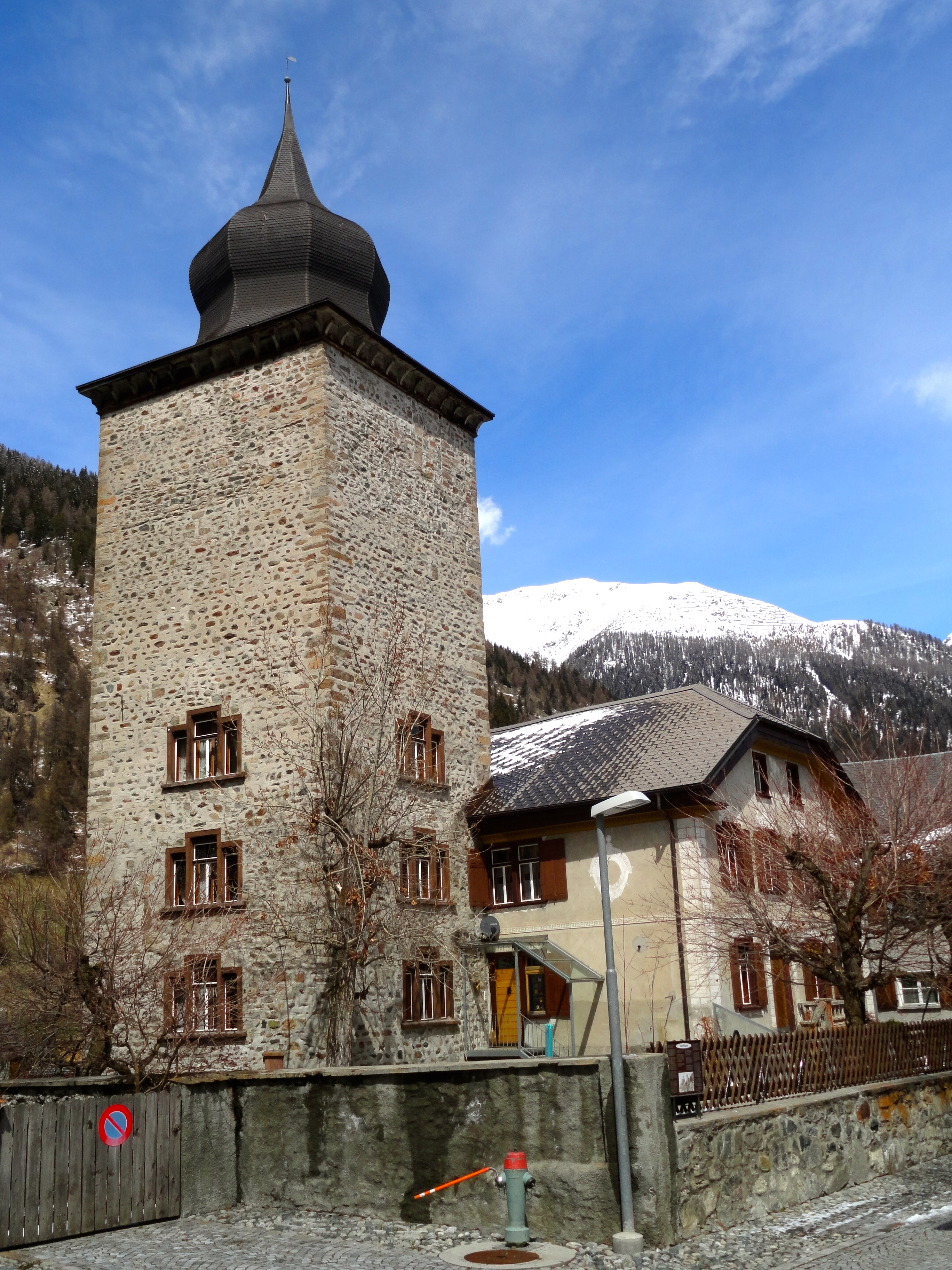
Plantaturm mit vorgebautem Wohnhaus

Der Tuor Planta oder Plantaturm steht in Susch im Unterengadin im schweizerischen Kanton Graubünden am rechten Ufer des Inn neben der reformierten Kirche Susch. Der Wohnturm ist benannt nach der weit verzweigten Familie derer von Planta, die im 15. Jahrhundert zu den führenden Niederadelsgeschlechtern des Hochstifts Chur gehörten.

## Geschichte

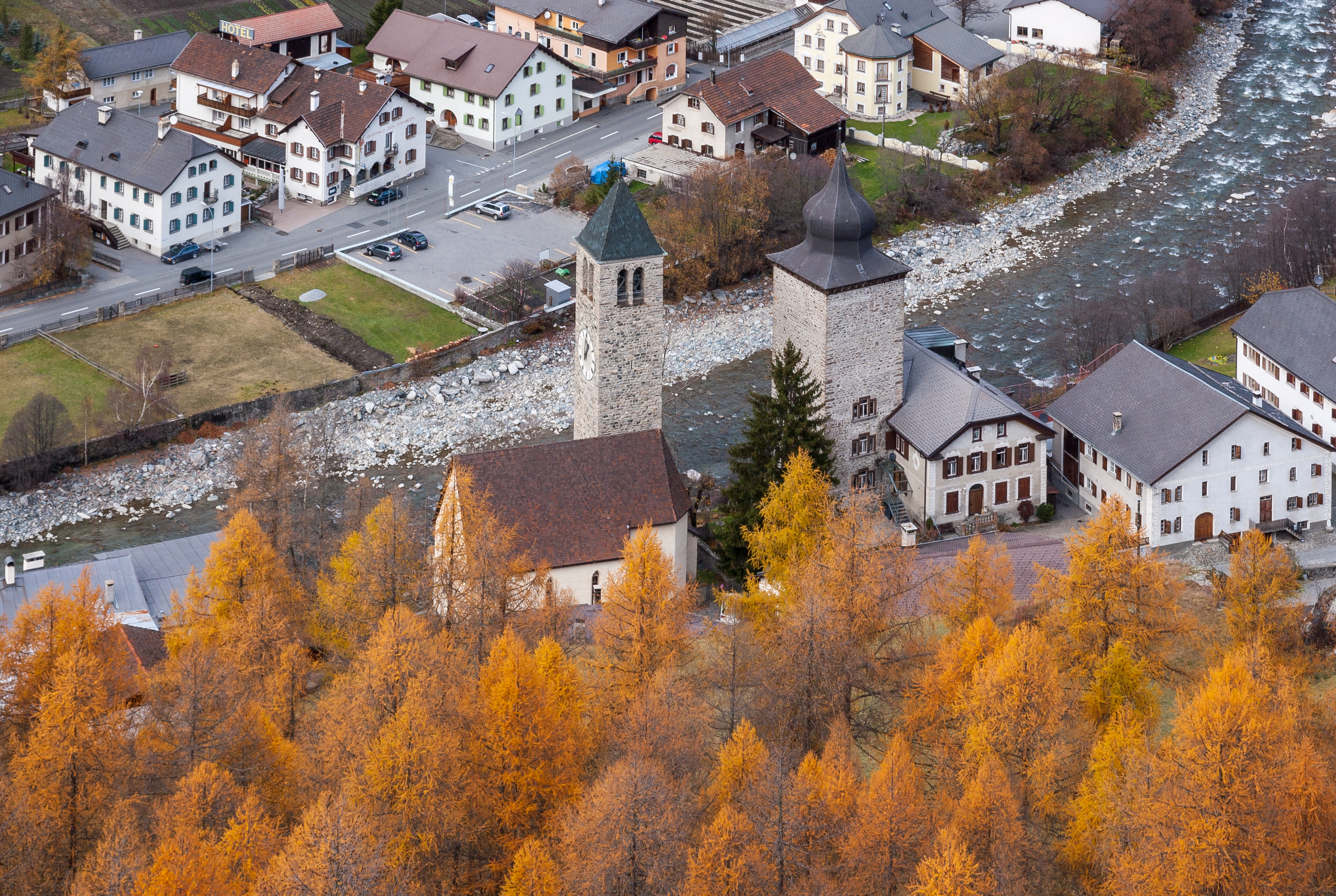
Reformierte Kirche Susch und Tuor Planta

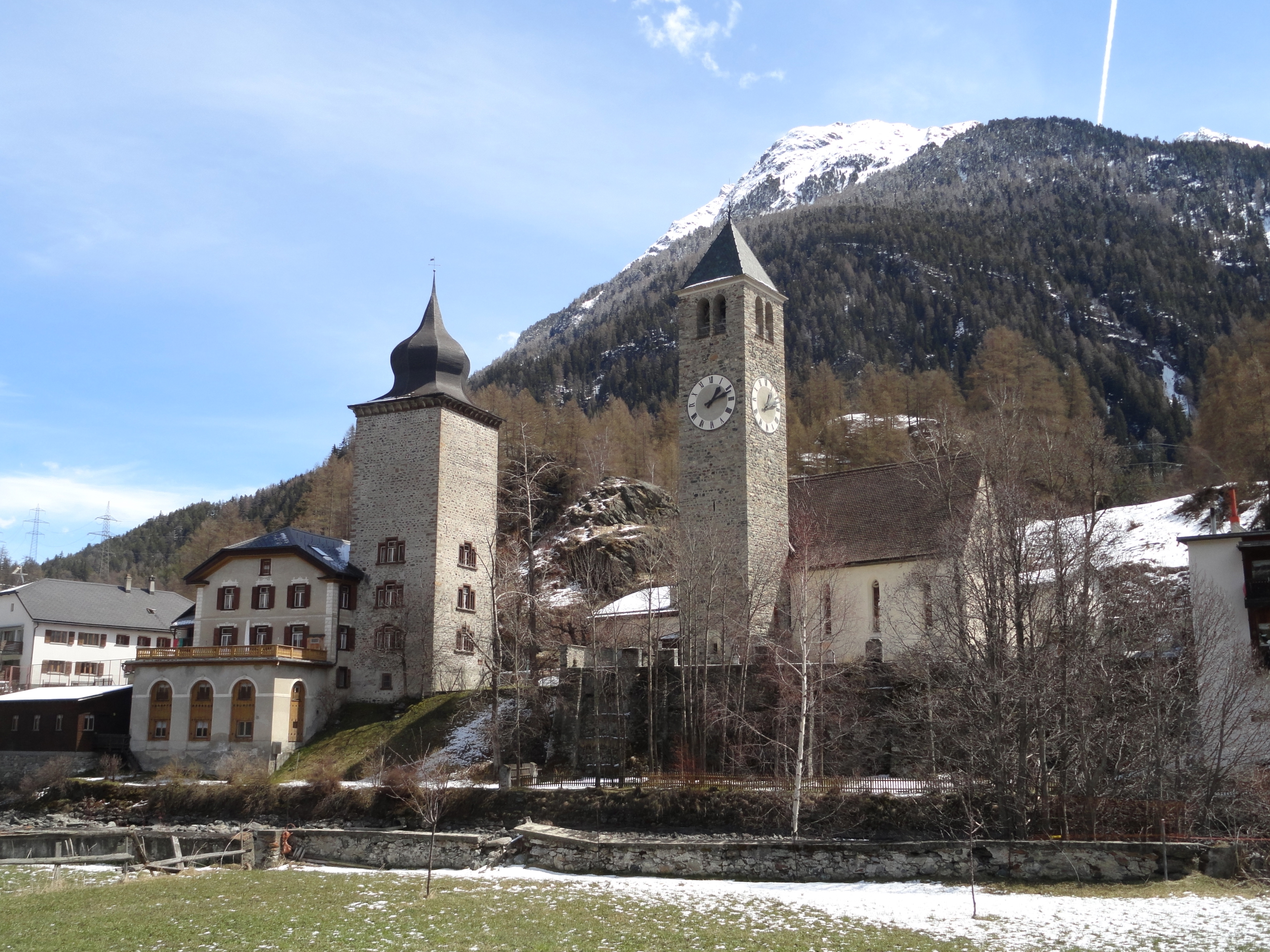
Links der Plantaturm, rechts die reformierte Kirche

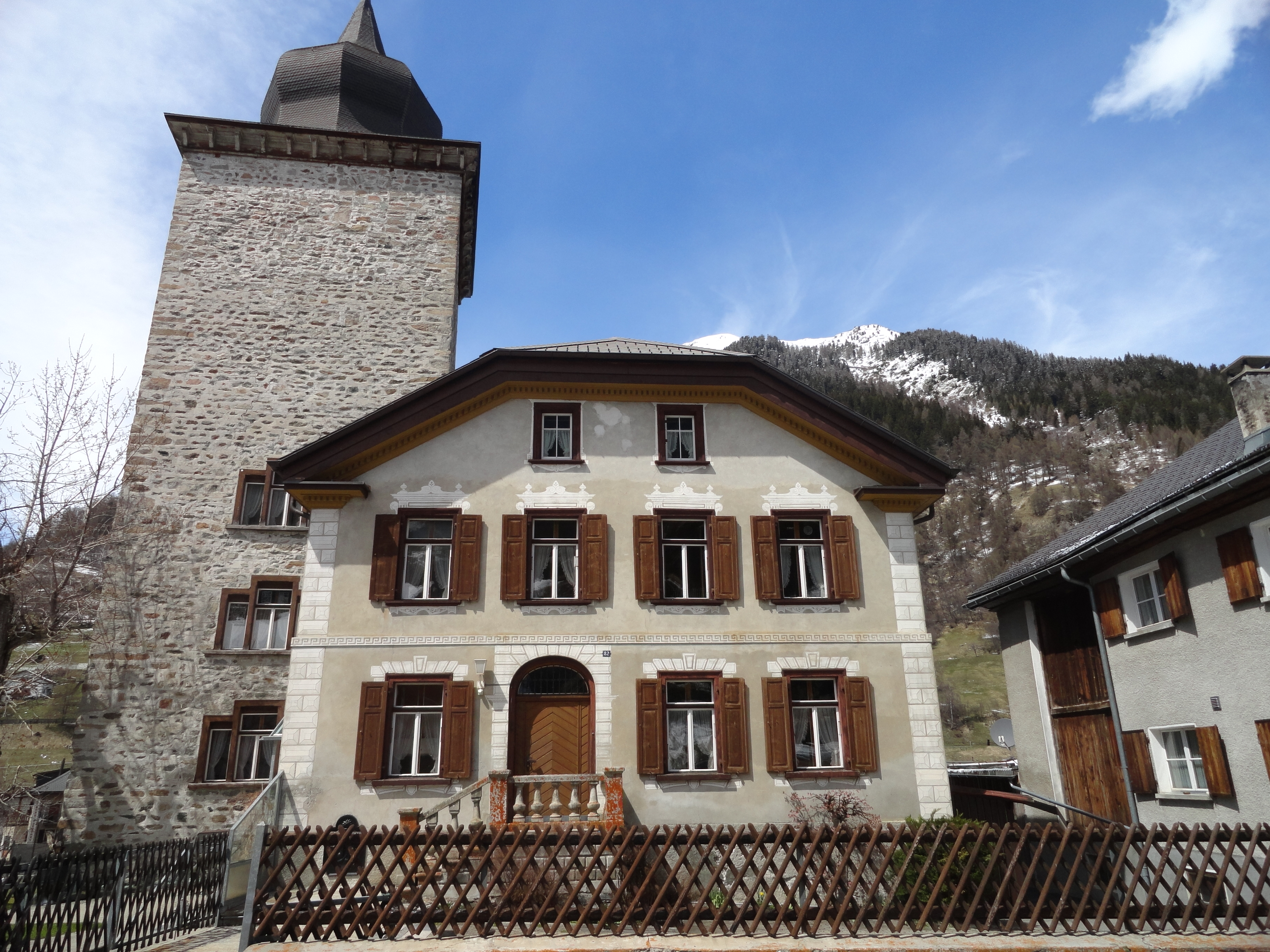
Wohnhaus vor dem Turm

Der Bündner Chronisten Ulrich Campell erwähnte um 1570 in Susch noch drei mittelalterliche Wohntürme, von denen zwei noch erhalten geblieben sind: der Tuor Planta und der Tuor la Praschun; der Rosler-Turm auf der anderen Flussseite ist verschwunden.
Schriftliche Unterlagen über den Bau des Turmes gibt es nicht; erbaut wurde er vermutlich im 13. Jahrhundert. Er könnte den Herren von Susch als Wohnsitz gedient haben, die 1283 mit Conradus und Albrandus, den Söhnen eines «dominus Albertus de Soxio» erwähnt werden. Die Familie stand im Dienst des Bischofs von Chur.
Zu Beginn des 16. Jahrhunderts liess sich eine Linie der weitverzweigten Engadiner Uradelsfamilie von Planta in Susch nieder und nannte sich fortan «Planta von Susch». Um 1520 wohnte ein Ritter Heinrich Planta als bischöflicher Statthalter im Turm. 1727 wurde hier der reformierte Geistliche und Pädagoge Martin Planta geboren. Nach mehreren Besitzerwechseln nach 1926 ist der Turm heute wieder im Besitz der Familie von Planta.

## Bau

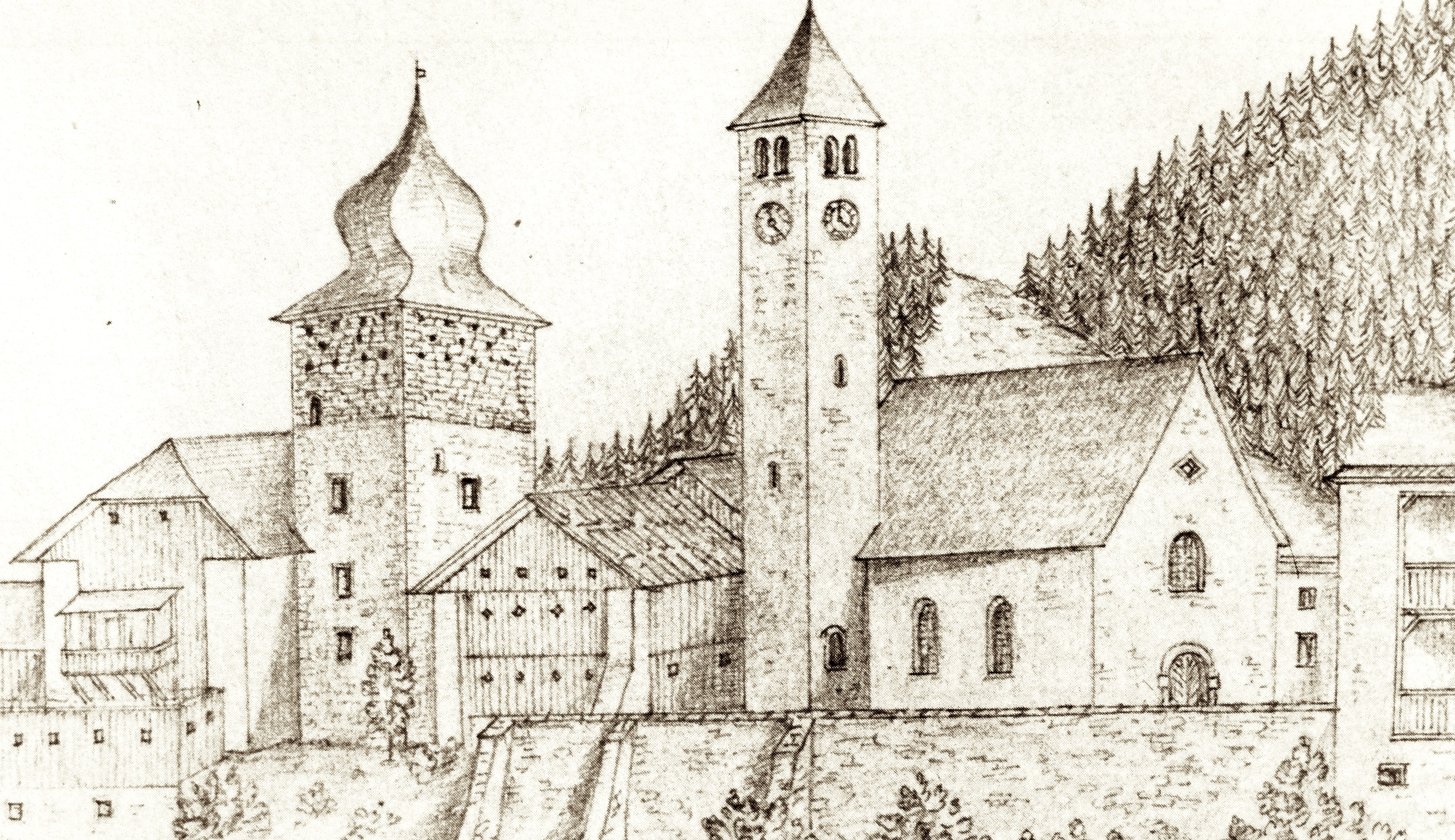
Zustand 1888

Der fünfstöckige Turm mit seinem lagerhaften Mauerwerk misst im Grundriss 8 × 8 Meter. Seine Ecksteine sind mit Bossen mit Kantenschlag versehen. Ein heute vermauerter Durchgang in der Südostwand führte vermutlich auf eine Galerie oder Laube.
In nachmittelalterlicher Zeit wurde der Turm aussen und innen mehrfach baulich verändert. Die barocke Zwiebelhaube stammt vermutlich aus dem 17. Jahrhundert. Neben dem heute noch sichtbaren Wohnhaus wurden weitere Bauten an den Turm angelehnt.
Auf einer Abbildung von 1888 weist das oberste Turmgeschoss noch zahlreiche viereckige Maueröffnungen auf, die heute zugemauert sind. Vermutlich dienten sie der Belüftung, weil hier Fleisch und Früchte getrocknet wurden. Um 1900 wurde das Haus zwischen Kirche und Turm abgebrochen und der ganze Turm innen umgebaut. Die neuen Zimmer auf den unteren Etagen erhielten moderne Fensteröffnungen.